# 広島市立長束小学校
広島市立長束小学校（ひろしましりつ ながつかしょうがっこう）は、広島県広島市安佐南区長束四丁目にある公立小学校。

## 概要
安佐南区の南端部である長束地区に位置する。住宅地に囲まれており、児童数は504名（2015年）。敷地のすぐ横にはJR可部線が走っているほか、太田川放水路にも近い。
周辺はかつて田畑が広がる農業地帯であったが、国道54号（現国道183号）の開通後は工場や商店が立ち始めたほか、旧市内の市街地に接していることから宅地への転換が進んだことで周辺地区の人口が急増し、一時は児童数が1500人に迫るほどに増加した。その後周辺に新たな小学校が開校したことから増加には歯止めがかかり、現在の児童数は落ち着いている。

## 沿革

### 経緯
当校は、1874年に設立された果能舎・好徳舎が起源となっている。それぞれ芦田学校・市場学校となった後に統合し長束学校と改称。その後何度かの改称を経た後、1947年の学制改革により祇園町立長束小学校となった。1968年に現在の場所に移転し、1972年に祇園町が広島市に編入されたことで広島市立長束小学校となった。

### 年表
- 1874年（明治7年）5月7日 - 創立
- 1877年（明治10年） - 長束学校と改称
- 1886年（明治19年） - 沼田小学校区公立長養教場と改称
- 1887年（明治20年） - 長束簡易小学校と改称
- 1892年（明治25年） - 長束尋常小学校と改称
- 1910年（明治43年） - 校舎を長束605番地に移転
- 1924年（大正13年） - 長束尋常高等小学校と改称・高等科設置
- 1935年（昭和10年） - 長束村立青年学校併設
- 1941年（昭和16年） - 長束国民学校と改称
- 1944年（昭和19年） - 高等科廃止
- 1947年（昭和22年） - 祇園町立長束小学校と改称
- 1968年（昭和43年） - 校舎落成（現在地）移転
- 1972年（昭和47年） - 広島市と合併し、広島市立長束小学校と校名を変更
- 1972年（昭和47年） - 校舎増築（その後、昭和49年、昭和53年にも増築）
- 1976年（昭和51年） - 原南小学校へ学区児童の分離
- 1983年（昭和58年） - 長束児童館設置
- 1984年（昭和59年） - 長束西小学校へ学区児童の分離
- 1992年（平成4年） - 才能開発実践教育賞受賞
- 1993年   (平成5年)    -長束木遣伝承開始(初代)
- 1994年（平成6年） - コンピュータールーム設置
- 2002年（平成14年） - 校内LAN設置
- 2006年（平成18年） - 体育館耐震工事
- 2007年（平成19年） - 耐震性防火水槽設置

## 学校行事
| - 4月 - 入学式・始業式 - 5月 - 春の運動会、修学旅行（6年生） - 6月 - 長束フィールドワーク | - 7月 - 終業式 - 8月 - 9月 - 始業式、秋の運動会 | - 10月 - 野外活動（5年生） - 11月 - 12月 - 終業式 | - 1月 - 始業式 - 2月 - 3月 - 卒業式、終業式 |

## 学区
- 広島市安佐南区[2]
  - 長束二丁目、三丁目（祇園小学校区を除く）、四丁目、五丁目、六丁目（山本小学校区を除く）

## 進学先中学校
- 広島市立長束中学校

## 学区内の主な施設
- 広島市立長束保育園
- 広島市立長束幼稚園
- ひとみ幼稚園
- まごころ保育園
- JR可部線安芸長束駅

## 交通
- JR可部線安芸長束駅より徒歩3分。
- バスでは、広島交通「長束」停留所より徒歩5分。

## その他
地元の神社である長束神社に古くから伝わる長束木遣（和太鼓や篠笛、木遣り唄を組み合わせたもの）を、創立120周年を機に資料を収集・調査を行い楽譜を構成し、動きなどを加え学校独自の木遣を作成。それを毎年6年生が5年生へと伝承する活動をしている。演奏には太鼓とリコーダー、篠笛が使われ、太鼓の演奏、リコーダー・篠笛独奏、木遣り唄、太鼓とリコーダーの合奏などの7つのパートで構成される。
伝承方法は児童の精神的成長を促すことを目的に、教師を通さず児童から児童へと伝える形で行われており、毎年児童たちは総合の授業時間や休憩時間などを利用して自主的に練習を行なっている。2023年度で30代目である。